# Welter-Meunier P88
La Welter-Meunier P88 (o WM P88) è un'automobile da competizione realizzata dalla Welter-Meunier nel 1988 e corrispondente alla normativa tecnica FIA Gruppo C è stata progettata per competere nella 24 Ore di Le Mans di quell'anno. La vettura, come la precedente WM P87 da cui differisce esteticamente solo nei dettagli, ma di cui è una profonda revisione, è il frutto del progetto Objectif 400 lanciato dalla casa transalpina nel 1987.

## Contesto
Gerard Welter e Michel Meunier, due progettisti della Peugeot, nel 1969 realizzarono nel tempo libero la loro prima vettura da corsa ricavandola dal telaio e dalla meccanica di una Peugeot 204 cabriolet e battezzandola WM P69. Col tempo si impegnarono sempre più in questa attività e nel 1976 debuttarono a Le Mans con una vettura GTP (una sportprototipo a carrozzeria chiusa) motorizzata da una versione elaborata del Peugeot PRV. La vettura, messa su da una squadra di volontari, ottenne risultati interessanti nelle successive edizioni, ma fece fatica a confrontarsi con le vetture del Gruppo C arrivate in pista a partire dal 1982.
Per questo Welter e Meunier cambiarono i loro programmi dopo l'edizione del 1986 della maratona francese, concentrando i loro sforzi e le loro limitate risorse economiche su un nuovo ed emblematico obiettivo: superare la barriera dei 400 km/h sul rettilineo dell'Hunaudières. La vettura realizzata per il progetto Objectif 400 fu un'evoluzione della precedente automobile, come era sempre stata tradizione della piccola casa francese di Thorigny sur Marne.

## Tecnica
Partendo dalla vettura del 1986, per la WM P87 si modificò il telaio monoscocca in alluminio con trave di rinforzo centrale, alquanto convenzionale, aggiungendovi strutture scatolari nel muso e nei fianchi per poter sorreggere la nuova carrozzeria, che era sensibilmente più larga di quella precedente. Anche le sospensioni indipendenti sulle quattro ruote erano piuttosto convenzionali. La carrozzeria fu modellata nella galleria del vento della Peugeot, che forniva anche il motore, dove la squadra effettuò i test di domenica nell'arco di quattro mesi: la forma che ne risultò aveva una larghezza maggiorata, che ricopriva le ruote e riduceva di molto la resistenza aerodinamica e si trovò una migliore soluzione per l'afflusso d'aria fresca agli intercooler dei due turbocompressori, mediante tubazioni che dal muso passavano sotto le sospensioni anteriori. Come permesso dal regolamento del Gruppo C, la vettura sfruttava l'effetto suolo per generare deportanza e la P87 vide allungati il passo e i canali Venturi rispetto al modello che l'aveva preceduta, al fine di migliorare l'efficienza aerodinamica. Nonostante la gran parte della deportanza fosse prodotta dal fondo della vettura, erano comunque presenti uno splitter anteriore e un grosso alettone posteriore, ai fini del bilanciamento aerodinamico.
Per quanto riguarda l'apparato propulsivo, la Welter-Meunier aveva un rapporto privilegiato con la Peugeot e le loro vetture erano sempre state spinte da versioni altamente elaborate del motore PRV che equipaggiava le berline del costruttore francese. La P87 poteva contare su una versione da 2,8 litri con doppio turbocompressore di questo motore V6 a 90°, capace di produrre fino a 850 CV quando la pressione di sovralimentazione era al massimo.
Sulla base dell'esperienza maturata con la P87, si realizzò la nuova vettura per il 1988 con l'aiuto del carrozziere francese Heuliez, denominata WM P88, affinando ed alleggerendo la vettura precedente (il risparmio in peso fu di 65 kg), dotandola di nuove sospensioni posteriori che permettessero l'uso di tunnel Venturi di maggiori dimensioni e creando un motore dalla cilindrata maggiorata e capace di erogare fino a 900 CV.

## Carriera agonistica
La preparazione della P87 alla gara fu funestata da problemi di gestione del motore e la vettura non fu capace di effettuare due giri consecutivi durante i test pre-gara, segnando una velocità di 356 km/h. Una volta risolti i problemi, nei primi giorni di giugno 1987, in occasione dell'inaugurazione della nuova autostrada A26 nel tratto da San Quintino a Laon, la vettura presente per un'esibizione guidata dal pilota François Migault raggiunse i 416 km/h, confermando le potenzialità della vettura.
In gara la vettura fu afflitta, come molti altri concorrenti, da carburante di scarsa qualità che ne danneggiò il motore e la costrinse al ritiro, mentre era già stata rilevata dai rilevatori di velocità dell'ACO a 381 km/h, sebbene la squadra sostenesse di aver centrato l'obiettivo, in base a rilevazioni fatte con propri mezzi.
L'anno seguente la P88 fece i 387 km/h in qualifica, ma ancora una volta la rilevazione ufficiale fu inferiore alla reale velocità della vettura: Fu installato in fondo al rettilineo un nuovo radar tachimetrico. In gara, però, la P87 e la P88 furono afflitte da problemi, che impedirono il raggiungimento dell'obiettivo: la prima si dovette ritirare dopo 13 giri con la trasmissione in pezzi, e la seconda per problemi a motore e carrozzeria rimase ferma ai box per più di tre ore e mezza prima di ritornare in pista con Roger Dorchy al volante. Dopo alcuni giri, dai box arrivò il via libera ad innalzare la pressione dei turbo e così il pilota francese raggiunse velocità superiori a 400 km/h per diversi giri, con la velocità massima registrata di 405 km/h, ma le sollecitazioni al motore, combinate coi problemi precedenti, lo costrinsero al ritiro per problemi elettrici, di raffreddamento e al turbo.

## Anni seguenti
Per la 24 Ore di Le Mans 1989 il costruttore francese schierò due vetture: un telaio P87 e un telaio P88; dotate entrambe di lievi aggiornamenti tecnici e ribattezzate perciò P489, riconoscibili esteriormente per un diverso alettone posteriore. L'obiettivo principale del team non era quello di raggiungere nuovi record di velocità massima, puntando invece a concludere la gara, e nelle qualificazioni raggiunse comunque i 388 km/h, tuttavia nelle prove su uno dei 2 prototipi (la #51) si sviluppò un incendio e restò irrimediabilmente danneggiato, mentre sulla #52 di Pascal Pessiot esplose uno pneumatico posteriore mentre era lanciata sul dosso di Mulsanne al termine del rettilineo dell'Hunaudières, ma il pilota riuscì a controllare la macchina. Solo la #52 prese il via, ma fu costretta al ritiro: Pascal Pessiot dopo aver percorso l'Hunaudières ad una velocità molto sostenuta ruppe il motore in prossimità della curva di Mulsanne, parcheggiandola poi nella via di fuga della curva Indianapolis, e sulla vettura si sviluppò un incendio. Fu l'ultimo anno della Welter-Meunier: a fine stagione i due soci sciolsero la società.
Dopo essere stata ritirata dalle corse, la WM P88 finì nella collezione della Heuliez, che nel 2012 è stata messa all'asta nell'ambito di una ristrutturazione aziendale. La P88 è stata venduta senza il motore che le aveva permesso di battere il record e che si ritiene sia ancora nelle mani di Gerard Welter.
Le altissime velocità raggiunte dalle WM e dagli altri prototipi, indussero la FIA e l'ACO a modificare il rettilineo dell'Hunaudières a Le Mans, spezzandolo in tre tronconi con due chicane nel 1990  e oggi superare la barriera dei 400 km/h sul Circuit de la Sarthe è impossibile.